# Ada Buffulini
Ada Buffulini (Trieste, 28 settembre 1912 – Milano, 3 luglio 1991) è stata un'antifascista italiana.

## Biografia
Proveniva da una famiglia borghese triestina, nota per le sue attività irredentiste. L'agiatezza della sua famiglia le permise di studiare medicina a Milano, dove entrò in contatto col movimento antifascista.
Durante gli anni della specializzazione in radiologia conobbe, infatti, Lelio Basso, segretario del PSI clandestino, divenendone una strettissima collaboratrice soprattutto dopo l'armistizio di Cassibile. Nel 1944 la sua attività si fece sempre più intensa (tra l'altro, organizzò un giornale clandestino rivolto alle donne socialiste, La Compagna), nel tentativo di ampliare le file del movimento. E proprio durante un incontro con un gruppo di studenti, organizzato a casa dell'insegnante antifascista Maria Arata, fu arrestata il 4 luglio 1944.
Rimase rinchiusa per due mesi nel carcere di San Vittore, per essere poi trasferita nel campo di transito di Bolzano. Proprio durante il viaggio in autobus da Milano a Bolzano, la Buffulini conobbe Carlo Venegoni, dirigente comunista, che nell'immediato dopoguerra divenne suo marito.
Nel campo di Bolzano, grazie alla sua laurea in medicina, venne impiegata nell'infermeria. La cosa, unita alla sua ottima conoscenza del tedesco, le consentì una relativa libertà di movimento, e fu, col nome di battaglia "Maria", tra i coordinatori del movimento di resistenza interno, che riusciva, oltre che a fornire assistenza ai prigionieri, a metterli in contatto con l'esterno, grazie ai contatti con il Comitato di Liberazione Nazionale di Bolzano e di Milano.
Quando nel febbraio del 1945 le SS scoprirono la sua attività, la Buffulini venne rinchiusa nel blocco celle, cioè il carcere del campo, dove rimase fino all'abbandono del campo da parte dei nazisti, il 29 aprile 1945. Rimase tuttavia a Bolzano per altre tre settimane, col duplice compito di assistere gli ex-internati malati e per assistere la rinascita della sezione bolzanina del PSI.
Tornò dunque a Milano, dove entrò a far parte della direzione nazionale del PSI e dove sposò Carlo Venegoni il 4 luglio del 1946.
Nel 1947 uscì dal Partito Socialista per aderire al PCI. Nel dopoguerra e fino alla morte, avvenuta il 3 luglio 1991, fu molto attiva nell'ANED, l'Associazione Nazionale Ex Deportati nei campi nazisti, divenendo per lungo tempo vicepresidente della sezione milanese.
Il 30 aprile 2008 il comune di Bolzano le ha intitolato, su proposta dell'ANPI, una strada.